# Stubica (Vrbovsko)
Stubica je naselje u Hrvatskoj u sastavu Grada Vrbovskog. Nalazi se u Primorsko-goranskoj županiji.

## Zemljopis
Zapadno su Hajdine, sjeverozapadno su Poljana i Presika, sjeveroistočno su Nadvučnik i Vučnik, južno su Tuk i rijeka Dobra, jugozapadno su Vrbovsko, Hambarište, Vujnovići i ušće rijeke Kamačnika u Dobru.

## Stanovništvo
| broj stanovnika | 211   | 223   | 226   | 198   | 198   | 149   | 116   | 148   | 134   | 128   | 117   | 127   | 117   | 96    | 76    | 53    | 30    |
|                 | 1857. | 1869. | 1880. | 1890. | 1900. | 1910. | 1921. | 1931. | 1948. | 1953. | 1961. | 1971. | 1981. | 1991. | 2001. | 2011. | 2021. |